# 狮子口镇
狮子口镇，是中华人民共和国湖北省荆州市公安县下辖的一个乡镇级行政单位。

## 行政区划
狮子口镇下辖以下地区：
狮子口社区、申津渡社区、剅口社区、金星村、顺星村、碑口村、新联村、芦林村、双伏村、双马村、兴隆村、法华寺村、双剅村、龙船咀村、陡兴场村、义星村、义宏村、谷升寺村、窑星村、横堤子村、申津渡村、河口村、洪峰村、景阳岗村和王家大湖农场生活区。